# Presidente Figueiredo
Presidente Figueiredo – miasto i gmina w Brazylii, w stanie Amazonas. Znajduje się w mezoregionie Centro Amazonense i mikroregionie Rio Preto da Eva.